# André Kertész
André Kertész (Budimpešta, 2. srpnja 1894. – New York City, New York, 28. rujna 1985.) - mađarski fotograf
Rođen je kao Andor Kertész. Bio je fotograf rođen u Mađarskoj poznat po svojim revolucionarnim doprinosima fotografskoj kompoziciji i foto eseju.
U prvim godinama svoje karijere, njegovi tada neuobičajeni kutovi kamere i stil bili su prerevolucionarni, da dobije šire priznanje. Kertész nikada nije osjećao da je stekao svjetsko priznanje koje je zaslužio. Danas se smatra jednim od najznačajnijih figura fotonovinarstva.
Njegova obitelj očekivala je, da radi kao burzovni posrednik, no Kertész je samostalno fotografirao kao autodidakt, a njegovi rani radovi objavljivani su prvenstveno u časopisima, glavnom tržištu tih godina. Kratko je služio u Prvom svjetskom ratu i preselio se u Pariz 1925., tada u umjetničku prijestolnicu svijeta, protiv želje svoje obitelji. U Parizu je radio za prvi francuski ilustrirani časopis VU. Sudjelovao je s mnogim mladim imigrantskim umjetnicima i pokretom Dada. Postigao je komercijalni uspjeh i naklonost kritičar.
Zbog njemačkog progona Židova i prijetnje Drugoga svjetskoga rata, Kertész je odlučio emigrirati u Sjedinjene Američke Države 1936. godine, gdje je morao obnoviti svoj ugled putem naručenih radova. 1940-ih i 1950-ih prestao je raditi za časopise i počeo postizati veći međunarodni uspjeh.
Njegova je karijera uglavnom podijeljena u četiri razdoblja, ovisno o tome gdje je radio: mađarsko, francusko, američko i krajem života međunarodno razdoblje.